# Mont-Bernanchon

Mont-Bernanchon este o comună în departamentul Pas-de-Calais, Franța. În 1 ianuarie 2022 avea o populație de 1.319 de locuitori.